# 68丁目-ハンター・カレッジ駅
68丁目-ハンター・カレッジ駅（68ちょうめ-ハンター・カレッジえき、英: 68th Street–Hunter College）はマンハッタン区のアッパー・イースト・サイドにあるレキシントン・アベニューと68丁目の交差点にあるニューヨーク市地下鉄IRTレキシントン・アベニュー線の駅である。4系統が深夜のみ、6系統が終日、<6>系統が平日20時45分迄の混雑方向に停車する。

## 駅構造
| G  | 地上階                         | 出入口 |
| B1 | 改札階                         | 改札口、駅員詰所、メトロカード自動券売機 |
| B2 | 相対式ホーム、右側の扉が開く。 | 相対式ホーム、右側の扉が開く。 |
| B2 | 北行緩行線                     | ← 深夜帯：ウッドローン駅行き（77丁目駅） ← 平日午後：パークチェスター駅行き（77丁目駅） ← 平日午後以外：ペラム・ベイ・パーク駅行き（77丁目駅） ← 平日午後：ペラム・ベイ・パーク駅行き（77丁目駅） |
| B2 | 南行緩行線                     | → 深夜帯：ニューロッツ・アベニュー駅行き（59丁目駅）→ ブルックリン・ブリッジ-シティ・ホール駅行き（59丁目駅）→ 平日午前：ブルックリン・ブリッジ-シティ・ホール駅行き（59丁目駅）→                 |
| B2 | 相対式ホーム、右側の扉が開く。 | |
| B3 | 北行急行線                     | ← 深夜帯以外：通過 |
| B3 | 南行急行線                     | → 深夜帯以外：通過 → |

1918年7月17日にこの地下駅は開業し、緩行線2線に2つの相対式ホームを有する。4系統と5系統の急行は昼間、駅の下にあるレキシントン・アベニュー線の急行線を走行するので、ホームから見ることはできない。
両方のホームともに、壁の一定の間隔ごとに『68』と書かれたオリジナルの刻板と『68th STREET-HUNTER COLLEGE』と2行にかけて書かれた駅名の刻板がある。ホームの両端にある狭いエリアは1950年代に増築されたもので、白い字で『68TH ST』と書かれた青い装飾帯がある。青色の塗装がされた、白い字で駅名が書かれた刻板が付いている柱が一定間隔に両方のホームにある。
1981年にMTAは、地下鉄内で最も老朽化した69駅の中に当駅をあげている。

### 出入口
| 位置                                                                                          | 種類     | 数  |
| --------------------------------------------------------------------------------------------- | -------- | --- |
| レキシントン・アベニューと68丁目の交差点北西                                                  | 階段     | 1本 |
| レキシントン・アベニューと68丁目の交差点南西                                                  | 階段     | 1本 |
| レキシントン・アベニューと68丁目の交差点北東                                                  | 階段     | 1本 |
| レキシントン・アベニューと68丁目の交差点南東 （ニューヨーク市立大学ハンター校東校舎入り込み） | 階段     | 1本 |
| ニューヨーク市立大学ハンター校西校舎                                                          | 連絡通路 | 1本 |

ホームの南端にある2つの階段が駅の改札階に繋がる唯一の通路である。改札通路はステンレス・スチール製とIND線仕様の赤色が目立つ横線がついたものに改築された。壁にある古い電灯は残されたままだが、点かない。改札内にある待合場所には駅のホームと線路が一望できる窓がある。改札階がない、駅の北側半部にはすごく高い天井がある。
広い回転式出札口の外側には事務室と、通路がスチール製フェンスによって別けられた待合室にある。どの通路も68丁目とレキシントン・アベニューの交差点北側に通じる階段へ繋がっている。
改札階東側にある短い階段は一段一段広く、68丁目とレキシントン・アベニューの交差点南東に通じる。この階段は大理石でできており、ニューヨーク市立大学ハンター校の東校舎の入り込みに造られている。改札階西側にはハンター校西校舎に直接進入できる出入り口があり、68丁目とレキシントン・アベニューの交差点南西に通じる大理石製の幅が広い階段がある。

## ギャラリー

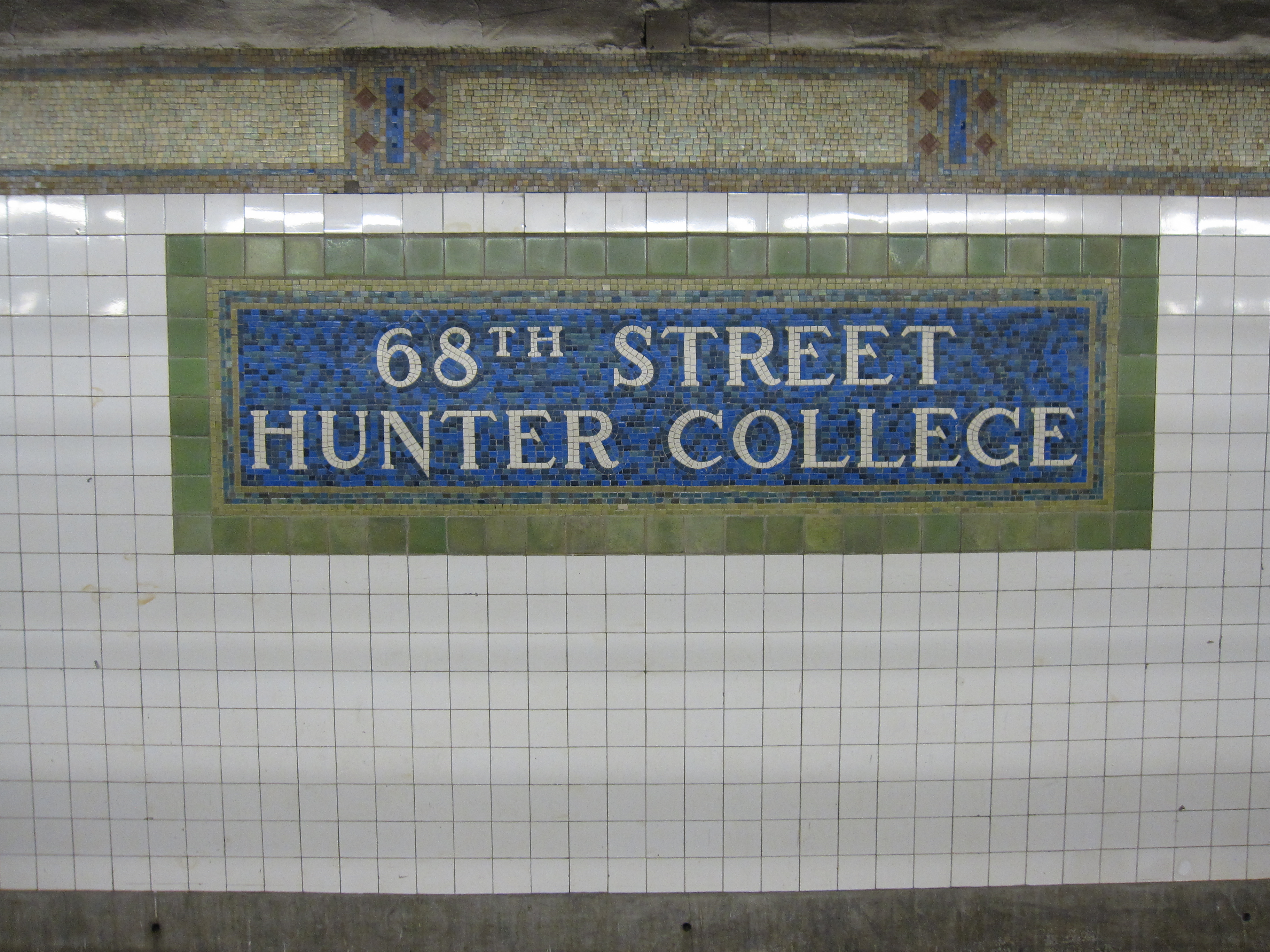
駅名のモザイク
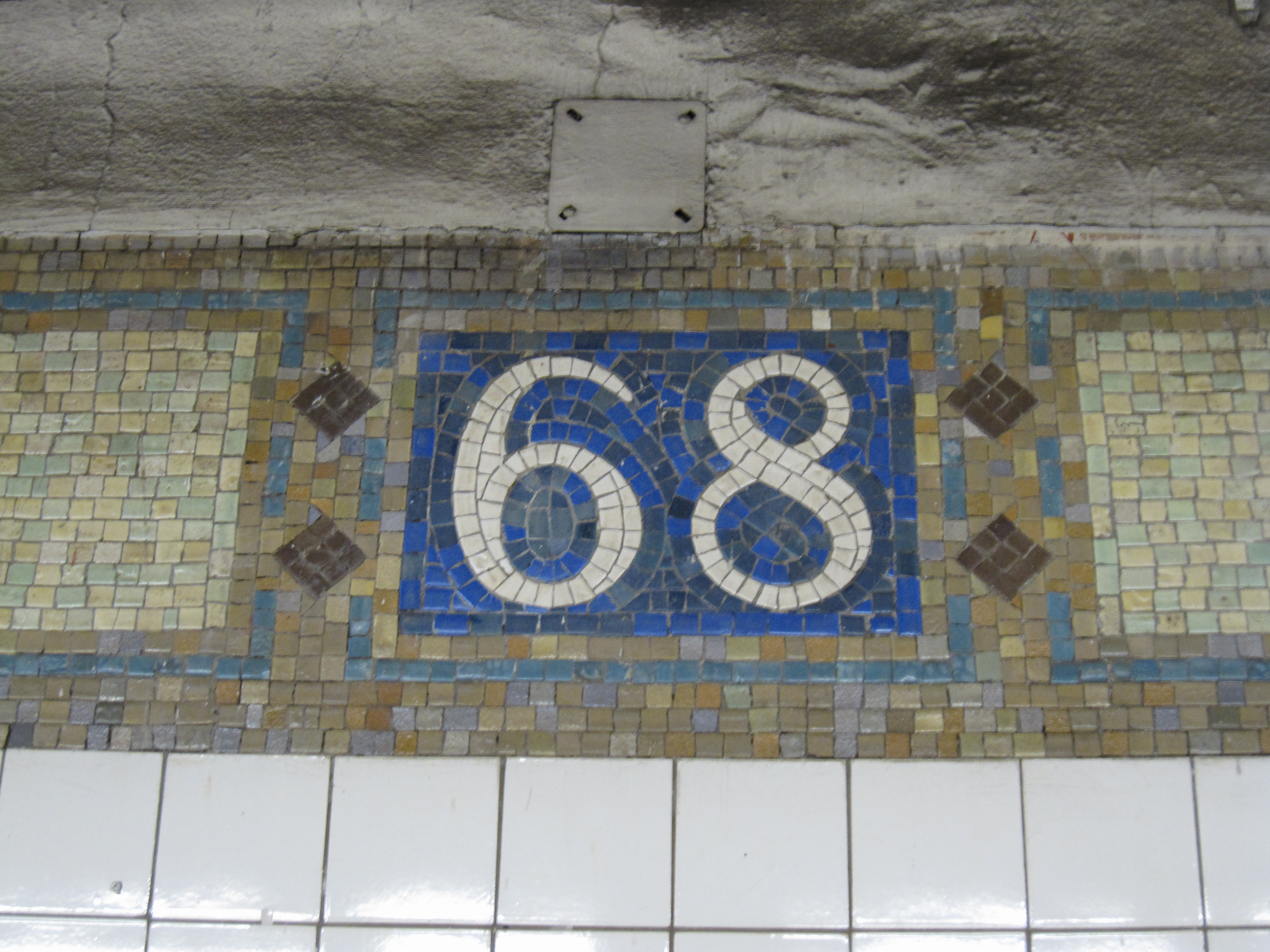
『68』の装飾帯
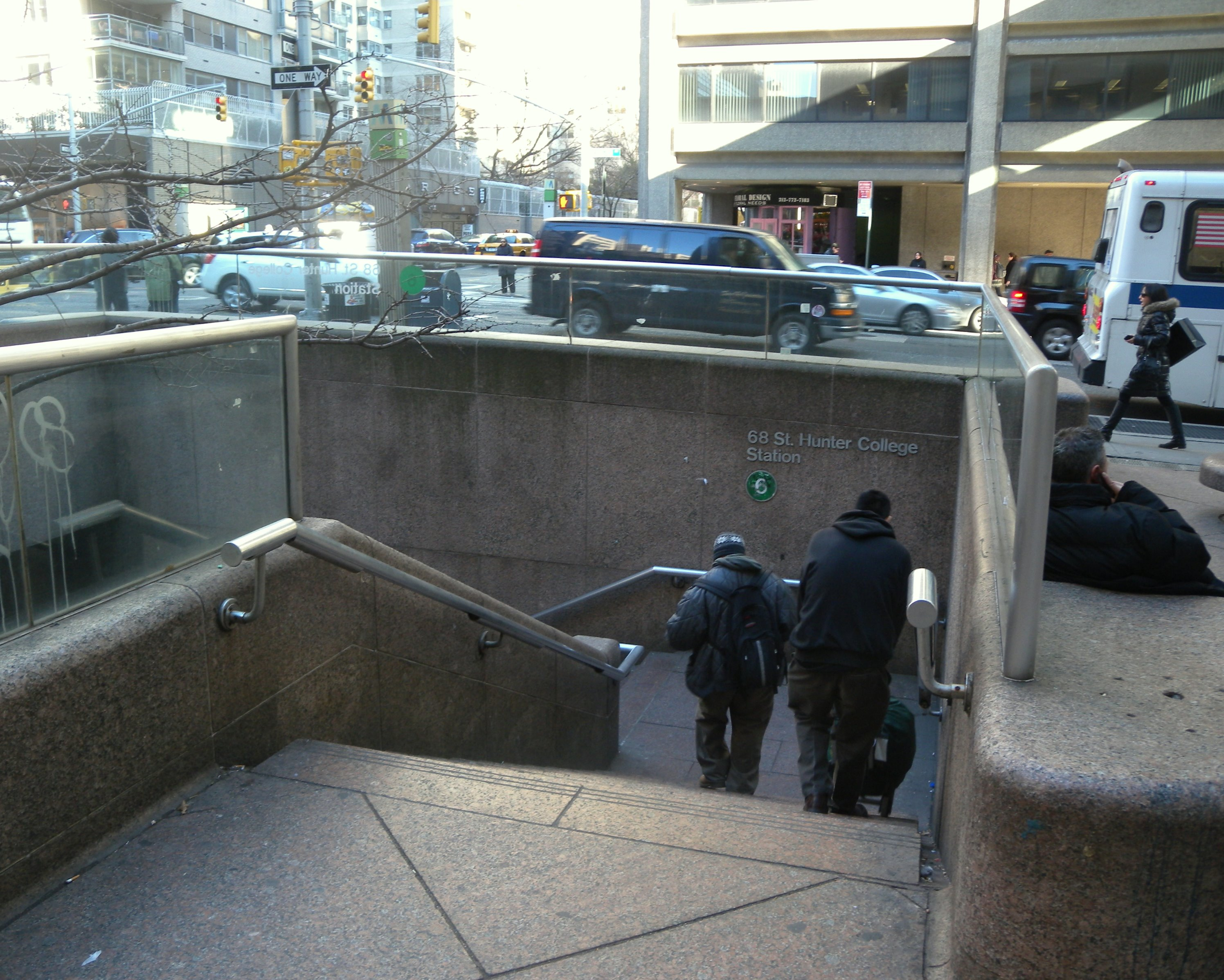
交差点南西にある出入り口